# Lougheed Island
Lougheed Island – niezamieszkana wyspa w archipelagu Wysp Królowej Elżbiety w północnej Kanadzie. Od południa ogranicza niewielkie Morze Księcia Gustawa Adolfa, część Oceanu Arktycznego. Znajduje się mniej więcej w połowie drogi między większymi wyspami: Wyspą Ellefa Ringnesa na północnym wschodzie i Wyspą Melville’a na południowym zachodzie.
W latach 90. XX wieku na wyspie założone zostało tymczasowe obserwatorium geomagnetyczne, mające na celu badanie zmian ziemskiego pola magnetycznego, w związku z przemieszczaniem się bieguna magnetycznego w pobliżu tej wyspy.